# Muita Calma Nessa Hora 2
Muita Calma Nessa Hora 2 é um filme de comédia brasileiro, dirigido por Felipe Joffily, escrito por Bruno Mazzeo e Lusa Silvestre. Trata-se da continuação do filme Muita Calma Nessa Hora, lançado em 2010, entrando em cartaz nos circuitos nacionais em 17 de janeiro de 2014. Protagonizado por Gianne Albertoni, Fernanda Souza, Andreia Horta e Débora Lamm.
As filmagens começaram em 7 de junho, e foram finalizadas em 17 de julho de 2013.

## Sinopse
Três anos após a viagem de Búzios, as quatro amigas se encontram no Rio de Janeiro. Estrella (Débora Lamm) acaba de voltar da Argentina com seu pai Pablo (Nelson Freitas), Aninha (Fernanda Souza) está indecisa com a consulta de uma vidente, Tita (Andréia Horta) voltou da Europa em busca de um trabalho como fotógrafa, e Mari (Gianne Albertoni) está trabalhando na produção de um festival de música. Juntas novamente, elas vão embarcar em novas aventuras. 

## Elenco
- Gianne Albertoni como Mariana Paes (Mari)
- Fernanda Souza como Ana Paula Matos (Aninha)
- Andréia Horta como Talita Mendes (Tita)
- Débora Lamm como Estrella Terra
- Marcelo Adnet como Augusto Henrique
- Rafael Infante como Neco
- Bruno Mazzeo como Renan
- Heloísa Périssé como Lua Yang
- Maria Clara Gueiros como Rita
- Nelson Freitas como Pablo
- Alexandre Nero como Casé
- Luis Lobianco como Jorge
- Marcelo Tas como Cássio Matos
- Daniel Filho como Carlos Mendes
- Alexandra Richter como Fabiana Mendes
- Marco Luque como Lucho
- Nizo Neto como Otávio Pederneiras

Participações especiais
- Lucio Mauro Filho como fã do Chiclete com Banana
- Paulo Silvino como fiscal da alfândega
- Hélio de La Peña como segurança
- Jota Quest como eles mesmos
- Marcelo D2 como ele mesmo
- Maria Gadú como ela mesma

## Recepção

### Crítica
Marcelo Hessel em sua crítica para o Omelete escreveu: "O cinema brasileiro não é conhecido por trabalhar com os merchandisings mais sutis. Em Muita Calma Nessa Hora 2, nos diálogos e nas imagens, o espectador é lembrado o tempo todo dos patrocinadores, como se os logotipos nos créditos iniciais já não bastassem. Fast food e redes de hotéis à parte, porém, o principal [produto] do filme é consideravelmente mais engenhoso: o produto Rio de Janeiro. (...) [F]unciona de um jeito interessante em algumas cenas (...), mas no fim é mesmo a crença na propaganda institucional do Rio de Janeiro como o país do futuro que está em cena."

### Bilheteria
No primeiro final de semana 234 355 pessoas assistiram o filme nos cinemas, totalizando 314 555 bilhetes vendidos ao completar uma semana em cartaz. A partir da segunda semana o número de ingressos vendidos de Muita Calma Nessa Hora 2 passou a cair consecutivamente. Na terceira semana atingiu um milhão de espectadores. A bilheteria foi finalizada com um público de 1 385 561 espectadores após seis semanas em cartaz.